# Хійосі-Мару
Хійосі-Мару (Hiyoshi Maru) — судно, яке брало участь в операціях японських збройних сил у Бірмі та Мікронезії.

## Початок історії судна
Судно спорудили в 1937 році на верфі компанії Kawasaki у Кобе для компанії Azuma Kisen.
3 травня 1941-го Хійосі-Мару реквізували для потреб Імперського флоту Японії.
Уже після початку війни, влітку 1942-го, видали наказ про оснащення судна однією 80-мм гарматою та одним 7,7-мм кулеметом.

## Рейси до Південно-Східної Азії
З 4 грудня 1941-го по 11 січня 1942-го Хійосі-Мару здійснило рейс з Сасебо до Південно-Східної Азії, під час якого відвідало Мако (важлива база ВМФ на Пескадорських островах у південній частині Тайванської протоки), Хайкоу (острів Хайнань), Камрань та Сайгон (Центральний і Південний В'єтнам відповідно), Самах (ще один порт на острові Хайнань), Такао (наразі Гаосюн на Тайвані). Конію (острів Амаміосіма в архіпелазі Рюкю). З 19 січня по 22 лютого пройшов другий рейс судна до того ж регіону із заходами в Гонконг, Хайкоу, Самах, Юлін (так само порт на Хайнані), Кірун (наразі Цзілун на Тайвані).
Третій похід у Південно-Східну Азію тривав з 1 березня по 14 травня 1942-го та був найбільш протяжним. У цей період Хійосі-Мару побувало в Конії, Такао, Камрані, Сайгоні, Сінгапурі, бірманському Рангуні, Кап-Сен-Жак (неподалік від Сайгона, наразі Вунгтау на півдні В'єтнаму), Такао.

## Рейси до Мікронезії
Наприкінці травня 1942-го Хійосі-Мару вийшло в черговий рейс за межами метрополії, тільки тепер метою походу була Мікронезія. Упродовж двох наступних місяців судно побувало на атолах Кваджелейн, Вотьє (Маршаллові острови) та острові Фаїс (західні Каролінські острови), а наприкінці липня повернулось до Японії.
До кінця вересня 1942-го Хійосі-Мару курсувало у водах Японського архіпелагу, де, зокрема, відвідало Муроран (Хоккайдо), Токіо, Кобе, Куре, Сасебо, Моджі, Нагою, а також побувало на Карафуто (Південний Сахалін, який належав тоді Японії). З 2 жовтня по 6 листопада судно здійснило ще один рейс до Мікронезії, тільки тепер на захід регіону — до Сайпану (Маріанські острови) та Палау (західні Каролінські острови).
Після кількох тижнів перебування в Японії Хійосі-Мару з 16 листопада 1942 по 6 січня 1943 знову працювало в Макронезії, де спершу понад місяць провело на атолі Трук у центральній частині Каролінських островів (тут ще до війни створили потужну базу японського ВМФ, з якої до лютого 1944-го провадились операції у цілому ряді архіпелагів), а на зворотному шляху заходило на Фаїс.
Протягом наступного місяця Хійосі-Мару встигло побувати в Конані (наразі Хиннам у Північній Кореї), Цукумі, Моджі, Кобе, Нагої, Токіо, Йокогамі, а з 6 лютого по 24 березня 1943-го здійснило четвертий воєнний рейс у Мікронезію до Труку (тут воно провело понад два тижні) та Палау.
Наступний рейс Хійосі-Мару до Мікронезії почався 5 квітня 1943-го та тривав понад два місяці. Цього разу судно побувало на Кваджелейні (Маршаллові острови), островах Оушен та Науру (сюди Хійосі-Мару супроводжував есмінець «Оіте»), атолі Джалуїт (так само Маршаллові острови), Труці, Палау. 7—13 червня Хійосі-Мару пройшло з Палау до Моджі в конвої P-607.
2 липня 1943-го Хійосі-Мару вийшло з Японії в конвої № 3702, який прямував на Трук, проте після прибуття 14 липня на Сайпан відокремилось та провело на цьому острові два тижні, а потім 30 липня — 6 серпня здійснило зворотний перехід до метрополії. Після цього з 15 серпня по 2 вересня судно пройшло ремонт у Кобе.
21 вересня — 1 жовтня 1943-го Хійосі-Мару пройшло в конвої № 3921 з Йокосуки на Трук. Після цього з 3 по 15 жовтня під охороною переобладнаного канонерського човна «Чоун-Мару» та тральщика Wa-6 судно здійснило рейс до острова Мортлок (дві з половиною сотні кілометрів на південний схід від Труку). 22 жовтня — 20 листопада Хійосі-Мару з конвоями № 4022 (за іншими даними — 4032) та № 4108 повернулось до Йокосуки з проміжною зупинкою на Сайпані.
1 грудня 1943-го Хійосі-Мару вийшло з Йокосуки на Трук в конвої № 3201. У ніч проти 4 грудня в районі за п'ять сотень кілометрів на північний схід від островів Огасавара підводний човен USS Gunnel торпедував та потопив Хійосі-Мару. Загинуло 38 членів екіпажу, а вцілілих підібрав есмінець «Інадзума».